# Aoury
Aoury est une ancienne commune française du département de la Moselle en région Grand Est. Elle est réunie en 1812 à Chanville puis transférée en 1833 à Villers-Stoncourt.

## Toponymie
- Anciennes mentions : Auwerey (1335), Aury ou Awerry (1445), Abris (1572), Albrich et Albritch (1594), Avrich ou Ongerange (1631), Auri (1681), Olry (1701), Avrich (1718), Aoury alias Ongerange (1756), Aury (1756), Ury ou Oury (1756), Oury (1781), Aevry (carte Cassini), Aoury ou Awry (1825)[2],[3].
- Cette localité est située au bord de la frontière linguistique, ce qui explique ses anciennes mentions germaniques (1594 : Albrich et 1631 : Aurich)[4]. Elle est par ailleurs appelée Ouri en lorrain roman[2].

## Histoire
Aoury dépendait autrefois  des Trois-Évêchés dans le bailliage de Metz sous la coutume de cette ville. Concernant le spirituel, cette localité était une annexe de la paroisse du Ban-Saint-Pierre.

## Politique et administration
| Période                                  | Période | Identité        | Étiquette | Qualité |
| ---------------------------------------- | ------- | --------------- | --------- | ------- |
| an VIII                                  | ?       | Barthélémy Sudo |           |         |
| Les données manquantes sont à compléter. |         |                 |           |         |

## Démographie
| 1793 | 1800 | 1806 |
| ---- | ---- | ---- |
| 95   | 120  | 120  |

## Édifice religieux
- Chapelle de la Sainte-Vierge-Marie, construite en 1886.